# Buffums
Buffums, oorspronkelijk geschreven als Buffums' met apostrof, was een keten van luxe warenhuizen, met het hoofdkantoor in Long Beach. 

## Geschiedenis
De Buffums-keten begon in 1904, toen twee broers uit Illinois, Charles A. en Edwin E. Buffum, samen met andere partners de Schilling Bros. winkel kochten, de grootste textielwinkel in Long Beach en deze hernoemde naar The Mercantile Co. De winkel groeide uit tot het grootste warenhuis in de binnenstad, en groeide vanaf de 1950  langzaam uit tot een kleine regionale keten van 16 gespecialiseerde warenhuizen in Zuid-Californië ten tijde van de sluiting in 1990.
In de loop der jaren kregen de winkels een reputatie als de "Grand Dame" van de warenhuizen in de omgeving. Het interieur van de winkels stond bekend om de grote kroonluchters en andere luxe accenten. De keten bracht zichzelf op de markt als "Buffums Specialty Store", in een poging zich te onderscheiden van andere lokale ketens, waaronder The Broadway en Bullock's, en de nationale winkels zoals May Co. en Robinson's. De beroemdste advertentieregel, "I've been to Buffums", werd in de jaren zeventig en tachtig gebruikt in kranten- en televisiereclame. Het stond ook bekend om zijn "Bag-A-Bargain"-actie waarbij echte boodschappentassen (gedrukt met een kortingsaanbieding) in lokale kranten werden geplaatst. 
Net als andere lokale warenhuizen uit die tijd, werd Buffums geconfronteerd met ouderwetse bedrijfsmodellen, de veranderende smaak van de consument en de komst van de in Seattle gevestigde retailer Nordstrom. De keten werd in de jaren 1970 gekocht door het in Australië gevestigde David Jones Ltd. In de jaren 1980 wilde het in moeilijkheden geraakte David Jones Ltd. de keten weer verkopen.   Mislukte poging om te moderniseren konden het tij niet keren en na de kerstinkoopperiode van 1990 ging Buffums failliet.

## Winkels

### Vlaggenschipwinkel

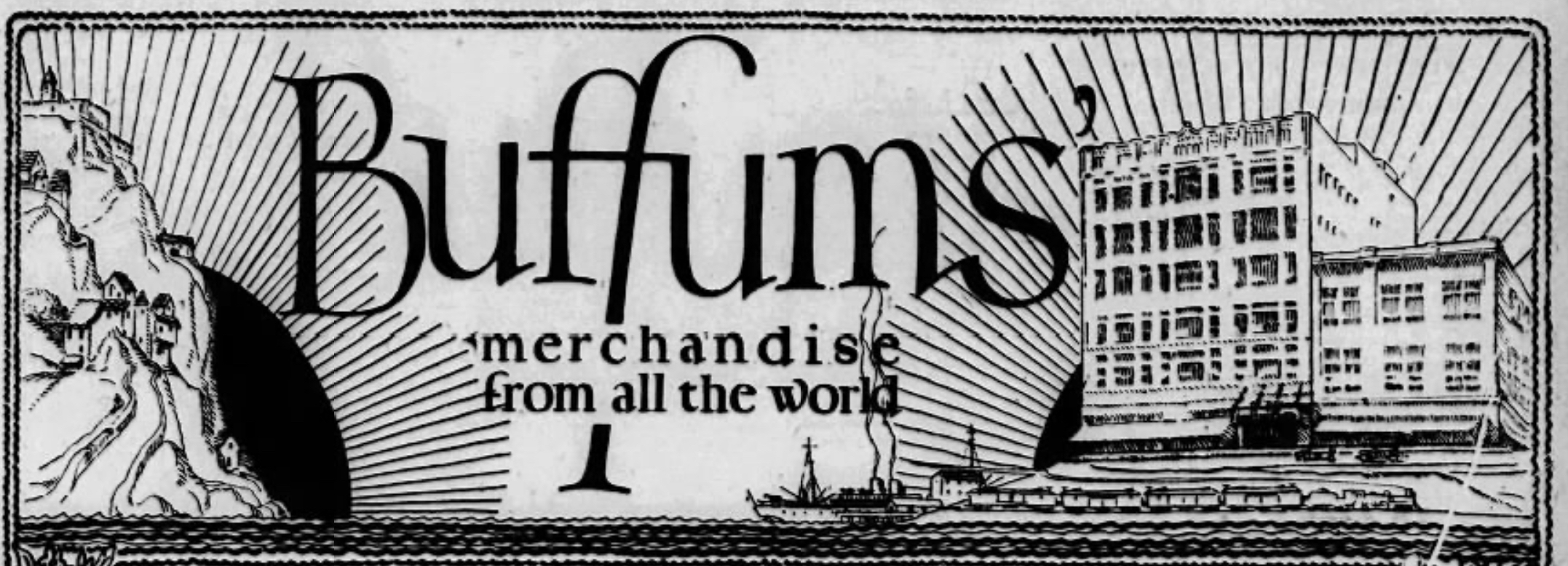
Buffums' logo en schets van nieuw uitgebreide winkel, 1924

De voorloper van Buffums, textielwinkel Wm. Schilling & Sons werd in 1892 geopend op de hoek van 2nd Street en Pine Avenue in Long Beach. In 1902 verhuisde de winkel naar het Stafford Block, 127-129 Pine Avenue, en werd beschreven als een "gerieflijk warenhuis mey een  complete lijn kledingartikelen dames- en herenmeubels, kleding, schoenen, hoeden en petten, dekens, comfort, enz." en een oppervlakte van 581 m². In datzelfde jaar ging vader William met pensioen en werd de firma hernoemd in Schilling Bros.
In 1904 kocht een partnerschap het Schilling Bros.-bedrijf voor $ 65.000. De partners waren Charles A. en Edwin E. Buffum uit Illinois, en de lokale zakenlieden S. Townsend, W.L. Porterneld en C.J. Walter. Het bedrijf handelde onder de naam The Mercantile Co. De Schilling Bros.-winkel aan 127–9 Pine Avenue, enkele panden ten zuiden van Broadway, zou uiteindelijk de herenschoenenwinkel worden van de toekomstige Buffums-vlaggenschipwinkel. Het jaar daarop kondigde The Mercantile Co. de aankoop aan van een 1.038 m² groot perceel in de zuidwestelijke hoek van Pine Avenue en Broadway met de bedoeling daarop een gebouw van vijf verdiepingen te bouwen. Het gebouw zou echter maar drie verdiepingen tellen en werd in 1912 voltooid. Daarna volgden diverse uitbreidingen:
- 1924: uitbreiding met een nieuw gebouw van zes verdiepingen, beklend als de "New Buffums" werd begin mei 1924 in fasen geopend
- 1941: bouw van parkeergarage "Autoport"
- 1960: uitbreiding met een Varsity Shop, een Red Cross schoenenwinkel en een parkeergarage met vier verdiepingen
- 1964: toevoeging van 1.300 m², waarmee het volledige blok van Broadway tussen Pine Avenue en Pacific Avenue werd bezet. Hiermee kwam de totale oppervlakte van de vlaggenschipwinkel op 17.000 m²

De winkel concurreerde in het centrum met kleinere, lokale warenhuizen in Long Beach, zoals Marti and Wise Cos., evenals Sears en Ward's, die allemaal in 1928-1929 grote nieuwe winkels in het centrum openden. In de vroege jaren 1950 kwam er concurrentie van winkelcentra in de voorsteden. In het Lakewood Center was een vestiging van May Company California en in het Los Altos Center een vestiging van The Broadway.
De vlaggenschipwinkel werd in 1981 verkocht en in 1985 afgebroken om een kantoorgebouw te ontwikkelingen. Buffums verplaatste zijn Long Beach-winkel en het hoofdkantoor naar het nabijgelegen winkelcentrum Long Beach Plaza toen dit in 1982 werd geopend.

### Vestigingen
Ten tijde van de opheffing had Buffins 16 vestigingen:
| Plaats                                                    | Locatie                                      | Oppervlakte | Bijzonderheden |
| --------------------------------------------------------- | -------------------------------------------- | ----------- | --- |
| Arcadia                                                   | Santa Anita Fashion Park                     |             | Gesloopt en vervangen door Nordstrom in 1994 |
| La Cañada Flintridge                                      | Plaza de la Cañada                           |             | Voormalig Iver's dat Buffums kocht; omgedoopt op 1 oktober 1986. |
| La Mesa                                                   | Grossmont Center                             |             | Werd een Oshman's |
| Laguna Hills                                              | Laguna Hills Mall                            | 4.600 m²    | Geopend op 5 september 1973, twee niveaus |
| Lakewood                                                  | Lakewood Center                              |             | |
| Centrum van Long Beach                                    | Long Baach Plaza                             |             | Geopend in 1982, verving de vlaggenschipwinkel, die werd gesloten |
| Marina Pacifica, Long Beach                               | Marina Pacifica Mall                         | 3.600 m²    | Twee verdiepingen, geopend in 1976 en gesloten in 1991. |
| Manhattan-Beach                                           | Manhattan Village                            |             | Geopend in 1980. Werd een Macy's Men and Home Store, die in 2018 werd gesloten. |
| Newport Beach                                             | Fashion Island                               |             | Ruimte was onderverdeeld |
| Palm Springs                                              | Palm Springs Mall                            |             | Opende op 18 oktober 1989 in de voormalige ruimte van Walker Scott, werd Harris Gottschalks in 1990. |
| Palos Verdes                                              | Peninsula Center                             |             | |
| Pomona                                                    | Pomona Mall East                             |             | Geopend in 1961. Er waren muurschilderingen van Millard Sheets in de Palomare Room. De muurschilderingen beeldden de vroege Spaanse nederzetting in de Pomona Valley uit. Sheets ontwierp ook het voetgangersgebied zelf. |
| San Diego                                                 | Fashion Valley Mall                          |             | Later ongeveer een jaar bezet door I. Magnin, daarna Saks Fifth Avenue. |
| Solana-strand                                             | Lomas Santa Fe Plaza                         |             | Oorspronkelijk een Walker Scott, later een Ross Dress for Less |
| Westminster                                               | Westminster Mall                             |             | Werd eerst Robinsons-May Home Store |
| Winkels die waren gesloten vóór de liquidatie van Buffums |                                              |             | |
| Centrum van Long Beach                                    | Op 4th Street en Pine Avenue                 | 17.000 m²   | Vlaggenschipwinkel geopend in 1912 en uitgebreid in de loop van de decennia. Gesloten in 1982, vervangen door Long Beach Plaza -winkel. Gesloopt in 1985.                                                                 |
| Glendale                                                  | Glendale Galleria                            |             | Gesloopt en vervangen door Robinsons-May in 1993 |
| La Habra                                                  | La Habra Fashion Plaza                       |             | |
| Santa Ana                                                 | In het centrum op Main Street en 10th Street |             | Solitaire winkel met vanaf 1963 een herenwinkel aan de overzijde. Gesloten in 1987. |

## Nieuwe start
Een Californische investeerdersgroep schreef Buffums' Stores, LLC in, in januari 2015. Er zou een nieuwe kleine winkel worden geopend in het Belmont Shore-gebied van Long Beach, Californië. Deze terugkeer van de naam Buffums in de detailhandel was echter van korte duur, aangezien de voormalige bestuurders van Buffums Stores, Inc. hun activiteiten naar Naples, Florida verhuisden en daar hun winkel openden onder de naam The b. Store en bekisting van de Belmont Shore 2nd Street Buffums-winkel in maart 2016. 